# 173-й меридіан східної довготи
173-й меридіан східної довготи — лінія довготи, що лежить на 173 градуси східніше Гринвіцького меридіана. Вона проходить від Північного полюса через Північний Льодовитий океан, Азію, Тихий океан, Нову Зеландію, Південний океан та Антарктиду до Південного полюса.
173-й меридіан східної довготи формує велике коло разом із 7-мим меридіаном західної довготи.

## Список географічних об'єктів, що перетинає 173° сх. д.
Починаючи на Північному полюсі та рухаючись до Південного полюса, 173-й меридіан східної довготи проходить через:
| Координати                                                   | Країна, територія або море | Примітки                                                    |
| ------------------------------------------------------------ | -------------------------- | ----------------------------------------------------------- |
| 90°0′ пн. ш. 173°0′ сх. д. / 90.000° пн. ш. 173.000° сх. д.  | Північний Льодовитий океан |                                                             |
| 73°12′ пн. ш. 173°0′ сх. д. / 73.200° пн. ш. 173.000° сх. д. | Східносибірське море       |                                                             |
| 69°52′ пн. ш. 173°0′ сх. д. / 69.867° пн. ш. 173.000° сх. д. | Росія                      |                                                             |
| 61°25′ пн. ш. 173°0′ сх. д. / 61.417° пн. ш. 173.000° сх. д. | Берингове море             |                                                             |
| 52°59′ пн. ш. 173°0′ сх. д. / 52.983° пн. ш. 173.000° сх. д. | США                        | Аляска — проходить через острів Атту                        |
| 52°47′ пн. ш. 173°0′ сх. д. / 52.783° пн. ш. 173.000° сх. д. | Тихий океан                |                                                             |
| 3°24′ пн. ш. 173°0′ сх. д. / 3.400° пн. ш. 173.000° сх. д.   | Кірибаті                   | Проходить через атол Макін[en]                              |
| 3°23′ пн. ш. 173°0′ сх. д. / 3.383° пн. ш. 173.000° сх. д.   | Тихий океан                | Проходить східніше атола Бутарітарі[en], Кірибаті           |
| 1°52′ пн. ш. 173°0′ сх. д. / 1.867° пн. ш. 173.000° сх. д.   | Кірибаті                   | Проходить через атоли Абаїанг[en] і Тарава                  |
| 1°19′ пн. ш. 173°0′ сх. д. / 1.317° пн. ш. 173.000° сх. д.   | Тихий океан                |                                                             |
| 1°1′ пн. ш. 173°0′ сх. д. / 1.017° пн. ш. 173.000° сх. д.    | Кірибаті                   | Проходить через атол Маїана[en]                             |
| 0°50′ пн. ш. 173°0′ сх. д. / 0.833° пн. ш. 173.000° сх. д.   | Тихий океан                |                                                             |
| 34°23′ пд. ш. 173°0′ сх. д. / 34.383° пд. ш. 173.000° сх. д. | Нова Зеландія              | Проходить через Оклендський півострів на Північному острові |
| 34°48′ пд. ш. 173°0′ сх. д. / 34.800° пд. ш. 173.000° сх. д. | Тихий океан                |                                                             |
| 40°48′ пд. ш. 173°0′ сх. д. / 40.800° пд. ш. 173.000° сх. д. | Нова Зеландія              | Проходить через Південний острів                            |
| 43°4′ пд. ш. 173°0′ сх. д. / 43.067° пд. ш. 173.000° сх. д.  | Тихий океан                | Затока Пегас[en]                                            |
| 43°39′ пд. ш. 173°0′ сх. д. / 43.650° пд. ш. 173.000° сх. д. | Нова Зеландія              | Проходить через півострів Бенкс на Південному острові       |
| 43°53′ пд. ш. 173°0′ сх. д. / 43.883° пд. ш. 173.000° сх. д. | Тихий океан                |                                                             |
| 60°0′ пд. ш. 173°0′ сх. д. / 60.000° пд. ш. 173.000° сх. д.  | Південний океан            |                                                             |
| 77°30′ пд. ш. 173°0′ сх. д. / 77.500° пд. ш. 173.000° сх. д. | Антарктида                 | Проходить через Територію Росса (претендує Нова Зеландія)   |